# Кун Мулейн
Кун Мулейн (нід. Coen Moulijn, 15 лютого 1937, Роттердам — 4 січня 2011, Роттердам) — нідерландський футболіст, що грав на позиції нападника, флангового півзахисника, насамперед, за клуб «Феєнорд», а також національну збірну Нідерландів.
Володар Кубка європейських чемпіонів 1969/70. 

## Клубна кар'єра
У дорослому футболі дебютував 1954 року виступами за команду клубу «Ксерксес», в якій провів один сезон, взявши участь у 38 матчах чемпіонату. 
1955 року перейшов до «Феєнорда», за який відіграв 17 сезонів. Більшість часу, проведеного у складі «Феєнорда», був основним гравцем команди і одним з ключових співавторів тріумфів команди протягом 1960-х років. У складі «Феєнорда» п'ять разів ставав чемпіоном Нідерландів і двічі виборював титул володаря національного Кубка. У розіграші 1969/70 здобув у складі команди перемогу в Кубку європейських чемпіонів, до якої згодом додав тріумф у грі за Міжконтинентальний кубок.
Завершив професійну кар'єру футболіста виступами за команду «Феєнорд» у 1972 році. На думку його баготорічного партнера по команді Рінуса Ісраела саме Мулейн може вважатися найкращим гравцем в історії клубу.

## Виступи за збірну
1956 року дебютував в офіційних матчах у складі національної збірної Нідерландів. Протягом кар'єри у національній команді, яка тривала 14 років, провів у її формі 38 матчів, забивши 4 голи.
Помер 4 січня 2011 року на 74-му році життя у місті Роттердам.

## Титули і досягнення
- Володар Кубка чемпіонів УЄФА (1):

«Феєнорд»: 1969-1970
- Володар Міжконтинентального кубка (1):

«Феєнорд»: 1970
- Чемпіон Нідерландів (5):

«Феєнорд»: 1960-1961, 1961-1962, 1964-1965, 1968-1969, 1970-1971
- Володар Кубка Нідерландів (2):

«Феєнорд»: 1964-1965, 1968-1969